# Olivia Buckley
Olivia Francisca Buckley née Dussek (1799 — 24 décembre 1847) est une harpiste, organiste et compositrice anglaise.

## Biographie
Elle est née à Londres, fille du compositeur tchèque Jan Ladislav Dussek et de la compositrice écossaise Sophia Corri. Dussek est obligé de fuir ses créanciers en 1800 et quitte donc sa femme, qui se tourne alors vers  l'enseignement.  
Ayant étudié la  harpe et le piano auprès de sa mère, Olivia fait ses débuts à l'âge de huit ans aux Argyll Rooms (en). Elle a été mariée à Richard William Buckley et a eu dix enfants. Elle a enseigné la musique et, vers 1840, elle devient organiste à la paroisse de Kensington. Elle a utilisé le nom de plume OB Dussek pour la publication de sa musique.

## Œuvres
Buckley a composé des œuvres pour harpe et des chants.
- The third Royal Infant opera , composé pour Leurs Altesses Royales Prince Alfred & Princess Alice.
- The Harpist's Friend, collection.
- Fairy Songs et Ballads for the Young , collection.